# Hyles rubra
Hyles rubra är en fjärilsart som beskrevs av Adolf G. Closs 1918. Hyles rubra ingår i släktet Hyles och familjen svärmare. Inga underarter finns listade i Catalogue of Life.